# .in
.in és l'actual domini de primer nivell territorial (ccTLD) de la República de l'Índia. És sota l'autoritat del govern de l'Índia i gestionat per INRegistry. Hi ha alguns subdominis:
- .in (per tothom)
- .co.in (pels bancs i grans empreses)
- .firm.in (pels magatzems i petites empreses)
- .net.in (pels proveïdors d'Internet)
- .org.in (per les organitzacions no lucratives)
- .gen.in (per la utilització general)
- .ind.in (pels individuals)

Cinc zones són reservades:
- .ac.in (universitats)
- .edu.in (instituts d'educació)
- .res.in (instituts de recerca)
- .gov.in (el govern de l'Índia)
- .mil.in (l'exèrcit de l'Índia)

## Dominis de primer nivell internacionalitzats
L'Índia té previst d'introduir noms de domini internacionalitzats, és a dir, noms de domini en 22 de les llengües utilitzades a l'Índia. Aquests noms de domini s'utilitzaran juntament amb set nous dominis de primer nivell per a l'Índia.
Aquests nous dominis són:
- .ভারত (Bengalí / Assamès)
- .भारत (Devanagari)
- .ਭਾਰਤ (Gurmukhi)
- .ભારત (Gujarati)
- .இந்தியா (Tàmil)
- .భారత్ (Telugu)
- .بھارت (Urdu)